# تحالف الثورة مستمرة
تحالف الثورة مستمرة هو تحالف لأحزاب سياسية مصرية أسس ليكون جبهة سياسية مدنية تخوض الانتخابات البرلمانية ككتلة واحدة من خلال قائمة موحدة ورمز الهرم وشعار موحد معبرة عن روح الثورة. فاز بثمانية (8) مقاعد في انتخابات مجلس الشعب المصري 2011.
أحزاب التحالف
- حزب التحالف الشعبي الاشتراكي
- الحزب الاشتراكي المصري
- حزب التيار المصري
- ائتلاف شباب الثورة
- حزب التحالف المصري
- حزب مصر الحرية
- حزب المساواة والتنمية

## نواب الائتلاف في مجلس الشعب
|   | النائب                       | الحزب                    | الدئرة                     |
| - | ---------------------------- | ------------------------ | -------------------------- |
| 1 | مصطفى محمد عبد العزيز محمد   | المساواة والتنمية        | القاهرة الثالثة (قوائم)    |
| 2 | عبد الحكيم إسماعيل عيد       | التحالف الشعبي الاشتراكي | القاهرة الرابعة (قوائم)    |
| 3 | أبو العز الحريري             | التحالف الشعبي الاشتراكي | الإسكندرية الثانية (قوائم) |
| 4 | نصر الدين شريف عبد العاطي    | التحالف الشعبي الاشتراكي | الفيوم الأولى (قوائم)      |
| 5 | خالد حفني عبد الله           | التحالف الشعبي الاشتراكي | بنى سويف الأولى (قوائم)    |
| 6 | محمد شبانة طلبة              | التحالف الشعبي الاشتراكي | الدقهلية الأولى (قوائم)    |
| 7 | مجدي محمد على الخريبي        | التحالف الشعبي الاشتراكي | الدقهلية الثانية (قوائم)   |
| 8 | مصطفى عبد العزيز أحمد الجندي | التحالف الشعبي الاشتراكي | الدقهلية الثالثة (قوائم)   |
| 9 | شريف محمد عبد الحميد زهران   | ائتلاف شباب الثورة       | معين                       |

## وصلات خارجية
- موقع تحالف الثورة مستمرة نسخة محفوظة 12 مايو 2019 على موقع واي باك مشين.
- تحالف الثورة مستمرة  على فيسبوك.